# Wir sind die Flut
Wir sind die Flut ist ein deutscher Science-Fiction- und Mystery-Film aus dem Jahre 2016. Mit 100.000 Euro gefördert vom Medienboard Berlin-Brandenburg entstand der Film im Rahmen der Initiative Leuchtstoff unter der Produktion der Anna Wendt Film in Koproduktion mit der Filmakademie Baden-Württemberg, der Filmuniversität Babelsberg Konrad Wolf und dem Rundfunk Berlin-Brandenburg (rbb).
Am 19. Februar 2016 hatte der Film seine Uraufführung auf der 66. Berlinale. Er kam am 10. November 2016 in die Kinos.

## Handlung
Vor 15 Jahren ist vor der Küste von Windholm das Meer verschwunden. Seitdem strahlt eine beklemmende Ruhe auf die Umgebung aus, wirft Fragen auf, bereitet Unbehagen. Die Ursache für die Anomalie ist bis heute ungeklärt. An dem Tag, an dem das Meer sich zurückzog, sind auch die Kinder des Dorfes verschwunden. Doch es ist unklar, ob die Kinder damals wirklich ertrunken sind; ihre Leichen wurden jedenfalls nie gefunden.
Mit einer neuen Theorie bewirbt sich der ehrgeizige Physikstudent Micha bei einer internen Kommission um die rar gesäten Forschungsaufträge an der Uni. Nach jahrelanger Arbeit muss er jedoch erleben, wie sein gewagtes Vorhaben am verknöcherten System scheitert – er darf sein Projekt nicht fortsetzen. Frustriert entwendet Micha einen Koffer mit Messgeräten und macht sich gegen die Anweisung seines Doktorvaters Professor Feuerstein auf den Weg nach Windholm, um seine Hypothese auf eigene Faust zu überprüfen. Begleitet wird er von seiner Ex-Freundin Jana, der Tochter seines Chefs, die ihr Physikstudium abbrechen will.
Mit Hilfe gefälschter Genehmigungen dringen die beiden in das vom Militär abgesperrte Gebiet ein. Dort versuchen die jungen Forscher, Michas Hypothese anhand von gravimetrischen Messungen zu untermauern, treffen jedoch auf Widerstand bei den verbliebenen Dorfbewohnern. Nachdem ihre Ausrüstung diesseits des Zaunes sabotiert wird, machen sich Micha und Jana mit Schutzanzügen in die geheimnisvolle Wattzone auf. Dort können sie jedoch keine Abweichung der Schwerkraft nachweisen.
Bei ihren Untersuchungen werden Micha und Jana von Hanna, der Tochter der Zimmervermieterin Sophie, unterstützt. Schließlich stellt sich heraus, dass die geheimnisvolle Kraft, die das Wasser zurückweichen lässt, von einer Stelle an Land ausgeht. Dort liegt das Grab von Matti, einem Schuljungen, der kurz vor dem Verschwinden des Meeres nach einer langen Krankheit gestorben war. Micha entdeckt eine geheimnisvolle Verbindung zwischen ihm selbst und dem toten Jungen, der ihm schließlich sogar im Watt erscheint.
Unter dem zunehmenden Einfluss von Matti und der geheimnisvollen Kraft begibt sich Micha schließlich ohne Schutzanzug in das Watt und scheint dort wie die Kinder zuvor zu verschwinden. Die Dorfbewohner erscheinen durch die Vorkommnisse wie befreit und reißen den Schutzzaun am Strand nieder. Einige Zeit später trifft Jana in Berlin auf den zurückgekehrten Micha.

## Hintergrund
Gedreht wurde vom 2. November bis zum 7. Dezember 2014 in Berlin, in den beiden mittlerweile der Braunkohleförderung zum Opfer gefallenen Erkelenzer Dörfern Immerath und Borschemich und auf Pellworm in Nordfriesland.
Die Verwertungsrechte an diesem Film wurden von den studentischen Produzenten aufgekauft. Das ist in der Wertschöpfungskette der Filmherstellung nicht üblich.

## Produktion
Unter den Fittichen der Anna Wendt Filmproduktion GmbH wurde der Film als erste Koproduktion eines abendfüllenden Spielfilmes zwischen zwei deutschen Filmhochschulen, der Filmakademie Baden-Württemberg und der Filmuniversität Babelsberg Konrad Wolf, im Rahmen von insgesamt zehn Diplomarbeiten im November bis Dezember 2014 in Berlin, Erkelenz-Immerath, auf Pellworm und in Lübbecke gedreht.

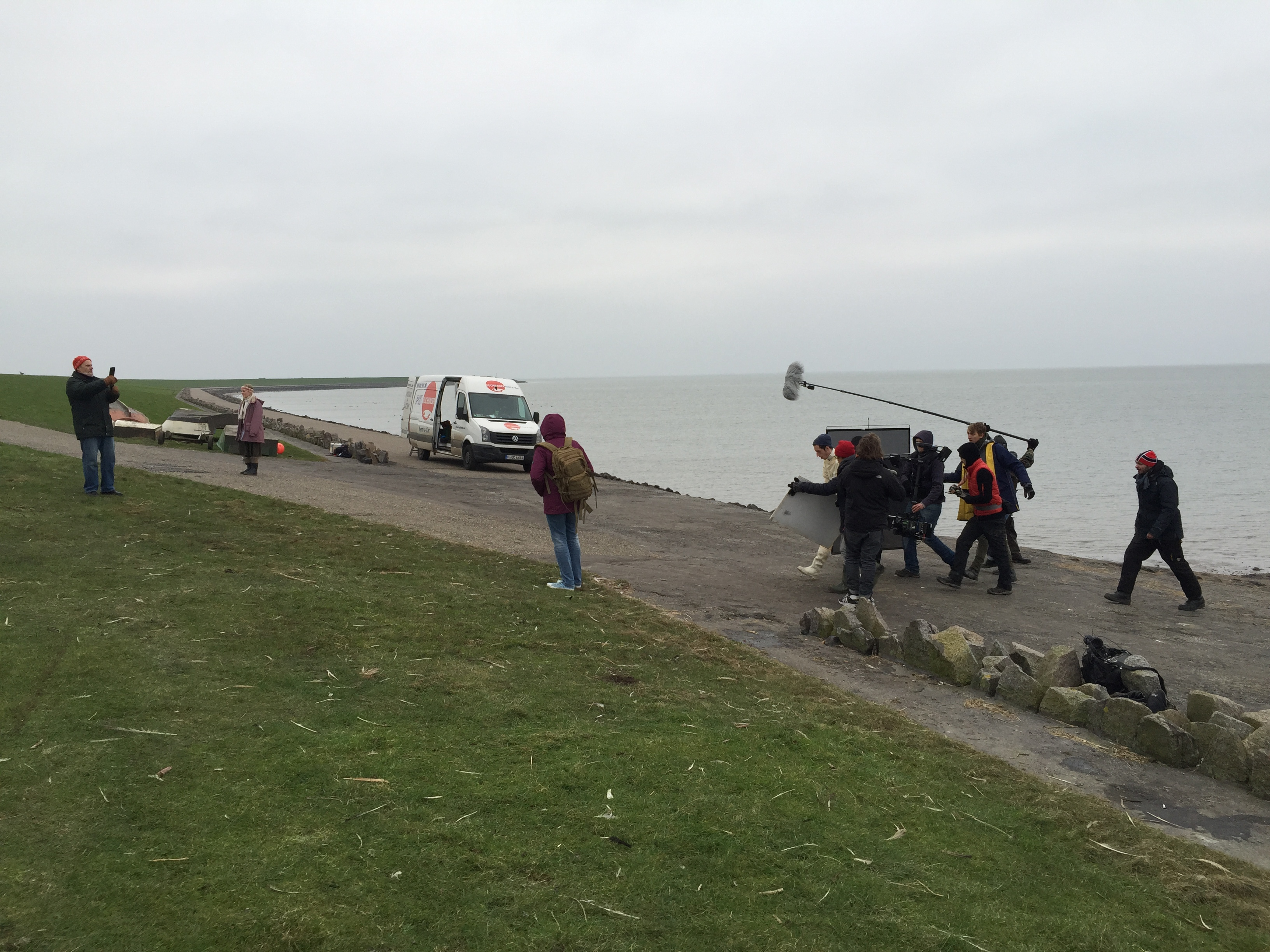
Dreharbeiten auf Pellworm.

## Kritik
„So präzise und virtuos sieht man eine kinematografische Etüde im deutschen Nachwuchsfilm selten.“

„Der visuell beeindruckende Film balanciert geschickt zwischen Science-Fiction-Spekulationen um Gravitation und dunkle Materie und dem Märchenhaften.“

„…birgt (…) jede Menge atmosphärisches Kapital, das der junge Regisseur meisterlich zu nutzen versteht.“

„Wir sind die Flut ist in vielerlei Hinsicht ein Leuchtturmprojekt für die Zukunft der deutschen Filmlandschaft.“

„Ein tiefsinniger Genrefilm, der zur Selbstfindung ermutigt und eine außergewöhnliche Story beinhaltet.“

„Mit diesem stimmigen Abschlussfilm hat Sebastian Hilger – wie es die Berlinale-Reihe ja auch fordert – in der Tat neue Perspektiven im deutschen Kino eröffnet.“

„Allmählich entwickelt sich ‚Wir sind die Flut‘ (…) zu einem atmosphärischen, spannenden Mystery-Kriminalfall vor betörender Kulisse.“

## Premiere
Am 3. November 2016 feierte Wir sind die Flut Kinopremiere im Berliner Moviemento in Anwesenheit der Schauspieler und der Filmcrew gleichzeitig in drei Filmsälen.
Am 19. Februar 2016 hatte der Film seine Uraufführung im Rahmen der Internationalen Filmfestspiele Berlin in der Sektion Perspektive Deutsches Kino.

## Preise und Auszeichnungen
- Gewinner des Publikumspreises auf dem 34. Torino Film Festival 2016
- Gewinner des Achille Valdata Preises auf dem 34. Torino Film Festival 2016
- Nominiert in der Kategorie „Bester abendfüllender Spielfilm“ beim First Steps Award 2016
- Nominiert für den „Michael-Ballhaus-Preis“ für die beste Kamera beim First Steps Award 2016
- Nominiert für den NDR Filmpreis für den Nachwuchs Internationales Filmfest Emden-Norderney 2016
- Nominiert für den Creative Energy Filmpreis Internationales Filmfest Emden-Norderney 2016
- Nominiert für „Beste Produktion“ beim Studio Hamburg Nachwuchspreis 2016
- Nominiert für den „Produzentenpreis“ bei Sehsüchte 2016

## Festivalteilnahmen
- Filmschau Baden-Württemberg 12.2016
- Torino Film Festival 11.2016
- Nordische Filmtage Lübeck 11.2016
- Biberacher Filmfestspiele 11.2016
- Busan International Film Festival 10.2016, Nominiert für den Flash Forward Audience Award
- Husumer Filmtage 09.2016
- Festival des deutschen Films Ludwigshafen 06.2016, Nominiert für den Filmkunstpreis
- Internationales Filmfest Emden-Norderney 06.2016, Nominiert für den NDR Filmpreis für den Nachwuchs und für den Creative Energy Award
- Filmkunstfest Mecklenburg-Vorpommern 05.2016
- Internationales studentisches Film Festival Sehsüchte 04.2016, Nominiert für den Produzentenpreis
- Internationale Filmfestspiele Berlin 02.2016, Sektion: „Perspektive Deutsches Kino“

## Trivia
- Das fiktive Dorf Windholm befindet sich in Wirklichkeit nicht an der Nordsee. Da die Landschaft der Nordseeinsel Pellworm, auf der alle Meerszenen gedreht wurden, nicht das erwünschte Szenenbild aufwies, behalf sich das Filmteam digitaler Tricks. So wurden alle Dreharbeiten, die im finalen Film das Dorf erzählen, tatsächlich in Immerath (Erkelenz) und Borschemich in Nordrhein-Westfalen durchgeführt. Um dem Zuschauer später jedoch ein und denselben Ort zu suggerieren, wurden In der Postproduktion durch entsprechenden Filmschnitt und zahlreiche VFX-Effekte, die zwei Ortschaften zu einem fiktiven Ort verbunden.
- Während der Dreharbeiten im Dorf Immerath (Erkelenz) wurde in das Büro der Produktion eingebrochen, in dem unter anderem Technik, Kostüme und Requisiten gelagert waren. Gestohlen wurden eine Nähmaschine und drei Lippenstifte.
- Während der Dreharbeiten auf der Nordseeinsel Pellworm hat das Filmteam aufgrund der zahlreichen Produktionsfahrzeuge die einzige Tankstelle vor Ort leer getankt. Es musste Nachschub in Benzinkanistern über die Fähre besorgt werden. Die Inselbewohner nahmen es mit Humor.
- Der kilometerlange Zaun, der im Film das Meer vom Dorf Windholm trennt, wurde in der Postproduktion digital erweitert. Das tatsächlich vorhandene Zaunstück während der Dreharbeiten hatte eine Länge von nur 15 Metern und befand sich zentral am Steg.
- Während der Entwicklungsphase des Drehbuches wurde das Team im Zuge ihrer physikalischen Nachforschungen zur Grundlage einer nach Möglichkeit realistischen Darstellung der Gravitationsanomalie maßgeblich vom Max-Planck-Institut für Kernphysik Heidelberg beraten. Aus Dankbarkeit wurde der Doktorvater des Protagonisten Micha mit dem Namen der beratenden Person, „Prof. Feuerstein“ getauft.